# 斑紋折背龜
斑紋折背龜（學名：Kinixys spekii）是折背龜屬下的一種龜，發現於非洲。

## 描述
背殼狹長，約20（7.9英寸），非常扁平。貝殼龍骨脆弱，後部背殼邊緣沒有明顯的鋸齒。 雄性的尾巴明顯比雌性長。雌性胸甲扁平，雄性下凹。

## 分佈
這種龜分佈于東部非洲的肯尼亞南部到斯威士蘭一帶的草原及乾旱灌木叢一帶。